# Jaynet Kabila
Jaynet Désirée Kabila Kyungu (* 4. Juni 1971) ist die Tochter von Laurent-Désiré Kabila, ehemaliger Präsident der Demokratischen Republik Kongo und Zwillingsschwester von Joseph Kabila, ebenfalls ehemaliger Präsident der DR Kongo. Jaynet Kabila wurde 2011 zum Mitglied des Parlaments der Demokratischen Republik Kongo gewählt. Sie gehört der Volksgruppe der Luba an. Dokumentenlecks im Jahr 2016 enthüllten, dass sie über Offshore-Tochtergesellschaften Teilinhaberin eines großen kongolesischen Telekommunikationsunternehmens ist.

## Leben und Karriere
Jaynet Kabila und ihr Zwillingsbruder Joseph Kabila kamen am 4. Juni 1971 zur Welt. Ihre Mutter ist Sifa Mahanya. Obwohl ihr Vater schließlich Präsident des Landes wurde, war Laurent Kabila zu diesem Zeitpunkt ein kämpfender Rebellenführer am Tiefpunkt seiner Macht. Aus diesem Grund ist wenig über Kabilas frühe Jahre bekannt. Manche Quellen geben an, sie seien in Sud-Kivu, in der Demokratischen Republik Kongo, geboren worden, andere Quellen geben Tansania als Geburtsort an.
Jaynet Kabila wurde erstmals 2011 öffentlich bekannt, als sie als Abgeordnete in die kongolesische Nationalversammlung gewählt wurde und als parteilos und unabhängig die Stadt Kalemie vertrat. 
Kabila ist eine mächtige Figur in der kongolesischen Politik. Als Eigentümerin der Laurent-Désiré Kabila Foundation und des kongolesischen Medienkonglomerats Digital Congo wird sie seit 2015 von der Zeitung Jeune Afrique als einflussreichste Person nach ihrem Bruder beschrieben.
Im März 2024 wurde Jaynet Kabila vom Militärgeheimdienst verhört, nachdem das Hauptquartier der Stiftung in Kinshasa durchsucht wurde, die ihrem verstorbenen Vater gewidmet ist.

## Panama-Papers
Am 3. April 2016 enthüllte das investigative Berichtsprojekt Panama Papers, dass Kabila am 19. Juni 2001, nur wenige Monate nachdem ihr Bruder Präsident wurde, die panamaische Anwaltskanzlei Mossack Fonseca beauftragte, eine Firma namens Keratsu Holding Limited in Niue zu gründen.  Laut den veröffentlichten Dokumenten war Kabila zusammen mit dem kongolesischen Geschäftsmann Kalume Nyembwe Feruzi die Co-Direktorin der Keratsu Holding Limited. Feruzi ist der Sohn eines engen Verbündeten von Kabilas Vater.
Keratsu Holding Limited besitzt einen Anteil von 19 Prozent an der Congolese Wireless Network SPRL, die wiederum einen Anteil von 49 Prozent an Vodacom Congo SPRL hält.